# 屈沙尔穆瓦
屈沙尔穆瓦（法語：Cucharmoy，法語發音：[kyʃaʁmwa] ⓘ）是法国塞纳-马恩省的一个旧市镇，属于普罗万区。2019年，屈沙尔穆瓦与市镇舍努瓦斯合并为新市镇舍努瓦斯-屈沙尔穆瓦。

## 地理
屈沙尔穆瓦（48°35'34"N, 3°10'25"E）面积12.83 平方千米，位于法国法蘭西島大區塞纳-马恩省，该省份为法国北部内陆省份，北起瓦兹省，西接埃松省、马恩河谷省、塞纳-圣但尼省和瓦兹河谷省，南至卢瓦雷省，东南接约讷省，东临马恩省和奥布省，东北接埃纳省。
与屈沙尔穆瓦接壤的市镇（或旧市镇、城区）包括：维莱讷莱普罗万、布里地区圣瑞斯特、维约香槟、舍努瓦斯、迈松鲁日。

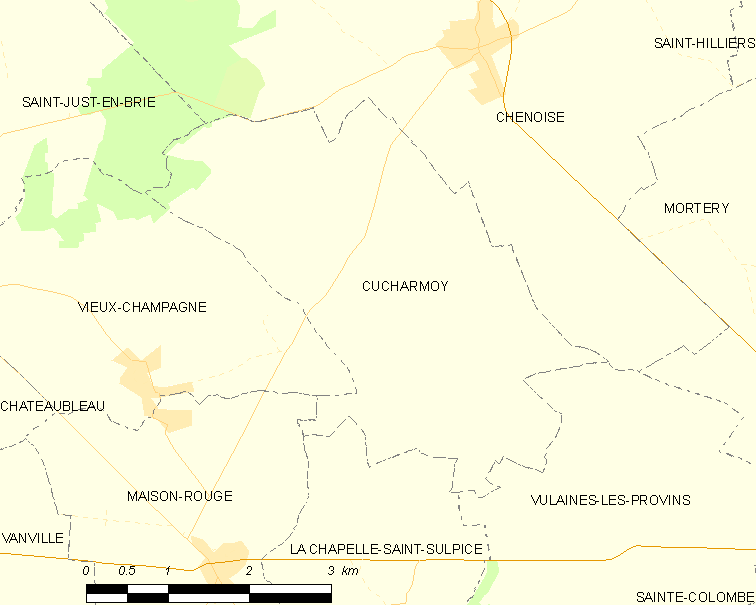
屈沙尔穆瓦的OSM定位图

屈沙尔穆瓦的时区为UTC+01:00、UTC+02:00（夏令时）。

## 行政
屈沙尔穆瓦的邮政编码为77160，INSEE市镇编码为77149。

## 政治
屈沙尔穆瓦所属的省级选区为普罗万县。

## 人口

1962-2008年间屈沙尔穆瓦人口变化图示

屈沙尔穆瓦于2015时的人口数量为220人。